# Gary Bailey
Gary Richard Bailey (Ipswich, 9 augustus 1958) is een voormalig betaald voetballer uit Engeland, die speelde als doelman gedurende zijn carrière.

## Clubcarrière
Bailey speelde clubvoetbal in Engeland en Zuid-Afrika voor onder meer Kaizer Chiefs en Manchester United. Met die laatste club won hij tweemaal de FA Cup: 1983 en 1985. Hij speelde bijna driehonderd competitiewedstrijden voor Manchester United.

## Interlandcarrière
Bailey speelde twee keer voor de nationale ploeg van Engeland, beide in 1985. Onder leiding van bondscoach Bobby Robson maakte hij zijn debuut op 26 maart 1985 in de vriendschappelijke thuiswedstrijd tegen Ierland, die met 2-1 werd gewonnen dankzij doelpunten van Trevor Steven en Gary Lineker. Ook Chris Waddle en Peter Davenport maakten in dat duel hun debuut voor The Three Lions.
Zijn tweede en laatste interland speelde Bailey op zondag 9 juni 1985: een vriendschappelijke wedstrijd in en tegen Mexico, die met 1-0 werd verloren door de Engelsen. In dat duel debuteerden Peter Reid (Everton) en Kerry Dixon (Chelsea). Bailey moest Peter Shilton en Chris Woods voor zich dulden. Hij nam met Engeland deel aan het WK voetbal 1986 in Mexico, maar kwam niet in actie tijdens dat toernooi.

## Erelijst
Manchester United 
- FA Cup

1983, 1985
 Kaizer Chiefs 
- Premier Soccer League

1989